# Рефикко, Майя
Майя Рефикко Викейра (род. 14 июля 2000, Бостон, Массачусетс) — американская актриса и певица. Она известна ролями в оригинальном сериале Nickelodeon Latin America «Kally’s Mashup» и в сериале ужасов «Милые обманщицы: Первородный грех», побочном продукте «Милые обманщицы».

## Жизнь и карьера

### Ранние годы
Рефикко родилась в Бостон, Массачусетс, и в возрасте шести лет она переехала в Буэнос-Айрес, Аргентина, со своей семьей аргентинского происхождения. С юных лет она проявляла интерес к музыке, пела и играла на гитаре, фортепиано, саксофоне и укулеле. Ее мать Кэти Викейра — певица и учитель пения, а также директор собственного Центра вокального искусства, а ее отец Эсекьель Рефикко — профессор Университета Лос-Андес в Богота. У нее есть младший брат Хоакин Рефикко Викейра, который также является певцом. Рефикко занимался акробатикой 11 лет. В возрасте 15 лет она поехала в Лос-Анджелес и жила с Клаудией Брант, где у нее была возможность учиться пению с Эриком Ветро, педагогом по вокалу для таких артистов, как Ариана Гранде, Камила Кабельо и Шон Мендес. Она также посещала пятинедельную программу в Музыкальном колледже Беркли в Бостоне, в которой преуспела, получив стипендию.

### 2017: Дебют в качестве актрисы вKally’s Mashup
В проект Nickelodeon «Kally’s Mashup» пришла благодаря Клаудии Брант и социальной сети Instagram; Брант отвечала за отправку каверов, которые Рефикко сделала для разных исполнителей и загрузила на платформу, затем с ней связались продюсеры сериала для прослушивания. Рефикко прошла прослушивание с песней «Dangerous Woman» певицы Ариана Гранде. Наконец ему удалось получить главную роль в сериале, сыграв Калли Понсе. Mashup Калли вращается вокруг Калли, молодого вундеркинда, которого приняли в музыкальную консерваторию колледжа. Калли всегда увлекалась классической музыкой, но ее настоящей страстью является поп-музыка. В сериале представлена оригинальная музыка, написанная Андерсом, ее давним музыкальным партнером Пиром Астромом и его женой Никки Андерс. Адам Андерс также является исполнительным продюсером, курируя всю музыку для сериала. Рефикко подписал контракт со звукозаписывающей компанией Deep Well Records и отправился в Майами, чтобы записать музыку для сериала. 19 октября 2017 года Рефикко впервые выступил на церемонии вручения награды «Kid’s Choice Awards Argentina», представив заглавную песню для сериала «Key of Life».

### 2018 — наст. время: Дебютный альбом и другие проекты
21 августа 2018 года Рефикко выступил на «KCA Mexico 2018», где исполнил песни «World’s Collide» и «Unisono» с актерским составом Kally’s Mashup. 25 августа 2018 года в интервью Billboard Argentina Рефикко подтвердил, что работает над своим записывающим материалом в качестве солиста совместно с крупной звукозаписывающей компанией, а также сообщил, что его дебютный альбом будет в жанрах поп и R&B. В тот же день он выступил на «KCA Argentina 2018», где снова спел песни «World’s Collide» и «Unisono» вместе с актерским составом Kally’s Mashup. 7 ноября Рефикко выступил на «Мой Ник Награды», где снова спел те же песни, но на этот раз «Unisono» вместе с Алексом Хойером и Лало Брито; В ту же ночь Рефикко был удостоен звания «Любимый телеведущий». 14 декабря того же года стало известно, что Рефикко сочинял песни вместе с Клаудией Брант и другими продюсерами, и что лидером его музыкального проекта является Адам Андерс, так как его музыка будет направлена на передачу различных сообщений.
В 2020 году Майя выпускает свой дебютный сингл «Tuya».
В феврале 2021 года Майя выпустила свой второй сингл «De Tí», через 3 месяца Майя выпустила свой третий сингл «Tanto Calor», а в июле того же года она переосмыслила Калли Понсе в телефильме Nickelodeon Latin America и из одноименный сериал «Kally’s Mashup: ¡Un Cumpleaños muy Kally!», Тем самым закрыв проект, открывший двери для ее нынешней карьеры.
В мае 2022 года Майя выпустила свой четвертый сингл «Fast and Furious», а несколько месяцев спустя она появилась в фильме «Do Revenge» Netflix и сыграла Ноа Оливар в сериале HBO Max «Милые обманщицы: Первородный грех».

## Фильмография
- 2017—2019 — «Kally’s Mashup»
- 2019 — «Club 57»
- 2021 — «Kally’s Mashup ¡Un cumpleaños muy Kally!»
- 2022 — наст. время — «Милые обманщицы: Первородный грех»
- 2022 — «Do Revenge»
- 2023 — «One Fast Move»